# 29745 Mareknovak
29745 Mareknovak este un asteroid din centura principală de asteroizi.

## Descriere
29745 Mareknovak este un asteroid din centura principală de asteroizi. A fost descoperit pe 16 ianuarie 1999 la Socorro, New Mexico, în cadrul proiectului LINEAR. Asteroidul prezintă o orbită caracterizată de o semiaxă mare de 2,24 ua, o excentricitate de 0,15 și o înclinație de 8,9° în raport cu ecliptica.